# Барон Даналли

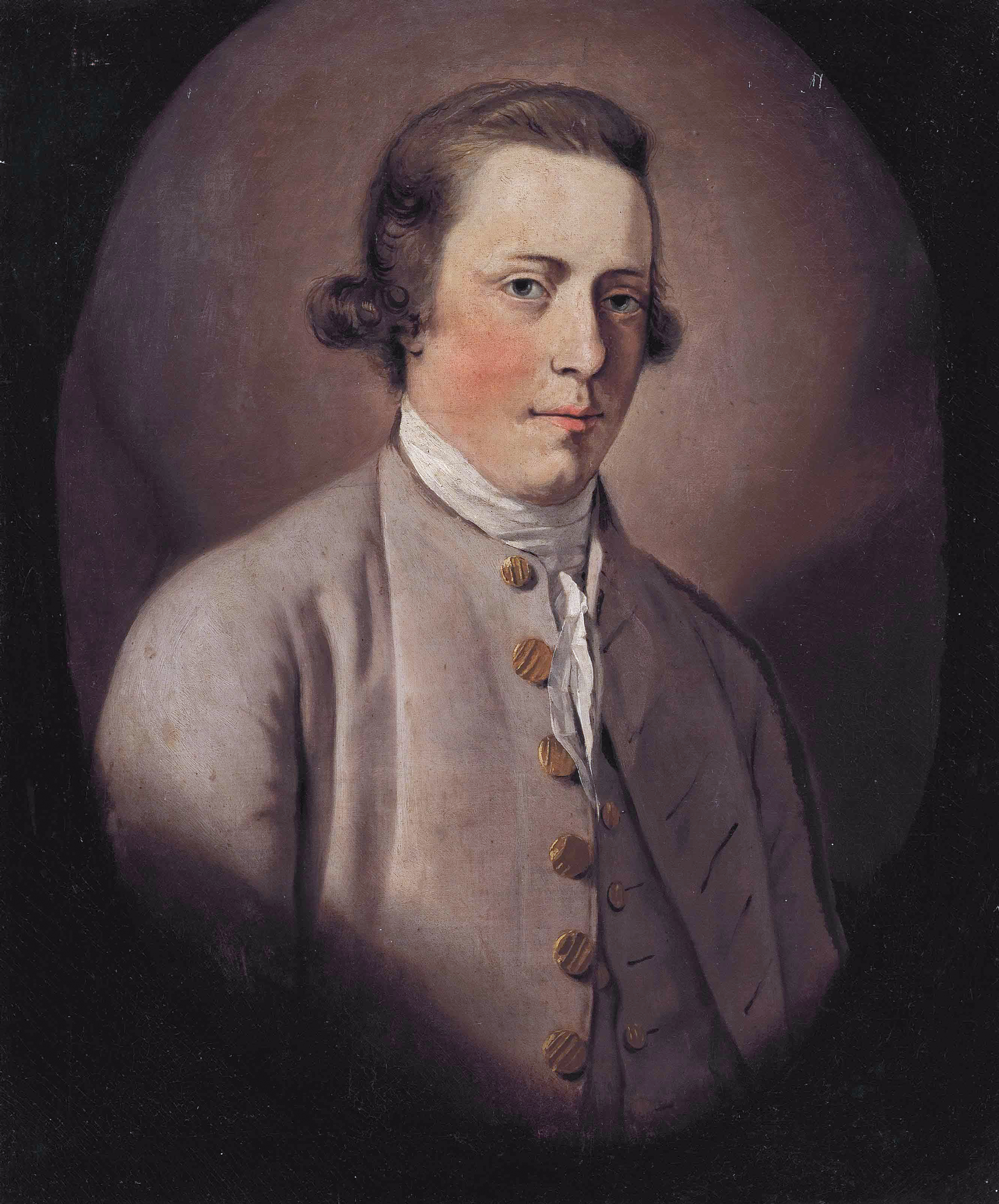
Генри Притти, 1-й барон Даналли (1743—1801)

Барон Даналли из Килбоя в графстве Типперэри — наследственный титул в системе Пэрства Ирландии. Он был создан 31 июля 1800 года для Генри Притти (1743—1801), который ранее представлял в Ирландской Палате общин Банахер (1767—1768), Гауран (1769—1776) и Типперэри (1776—1790). Его сын, Генри Сэдлир Притти, 2-й барон Даналли (1775—1854), представлял Карлоу в Ирландской Палате общин (1798—1801) и Окхэмптон в Британской Палате общин (1819—1824), а также заседал в Палате лордов как ирландский пэр-представитель (1828—1854). Его преемником стал его племянник, Генрии Притти, 3-й барон Даналли (1807—1885). Ему наследовал его сын, Генри О’Каллаган Притти, 4-й барон Даналли (1851—1927). Он был ирландским пэром-представителем в Палате лордов (1891—1927) и служил в качества лорда-лейтенанта графства Типперэри (1905—1922). По состоянию на 2014 год обладателем титула являлся его правнук, Генри Фрэнсис Корнелиус Притти, 7-й барона Даналли (род. 1948), который стал преемником своего отца в 1992 году.
Фамильный дом — Килбой-хаус в окрестностях Нины в графство Типперэри, который был построен в 1771 году по проекту архитектора Уильяма Лисона. Дом был сожжён ИРА 8 августа 1922 года. Барон Даналли обратился с возвещением убытков к новому ирландскому правительству, но выплаченных денег не хватило для того, чтобы вернуть дом к первоначальному состоянию.

## Бароны Даналли (1800)

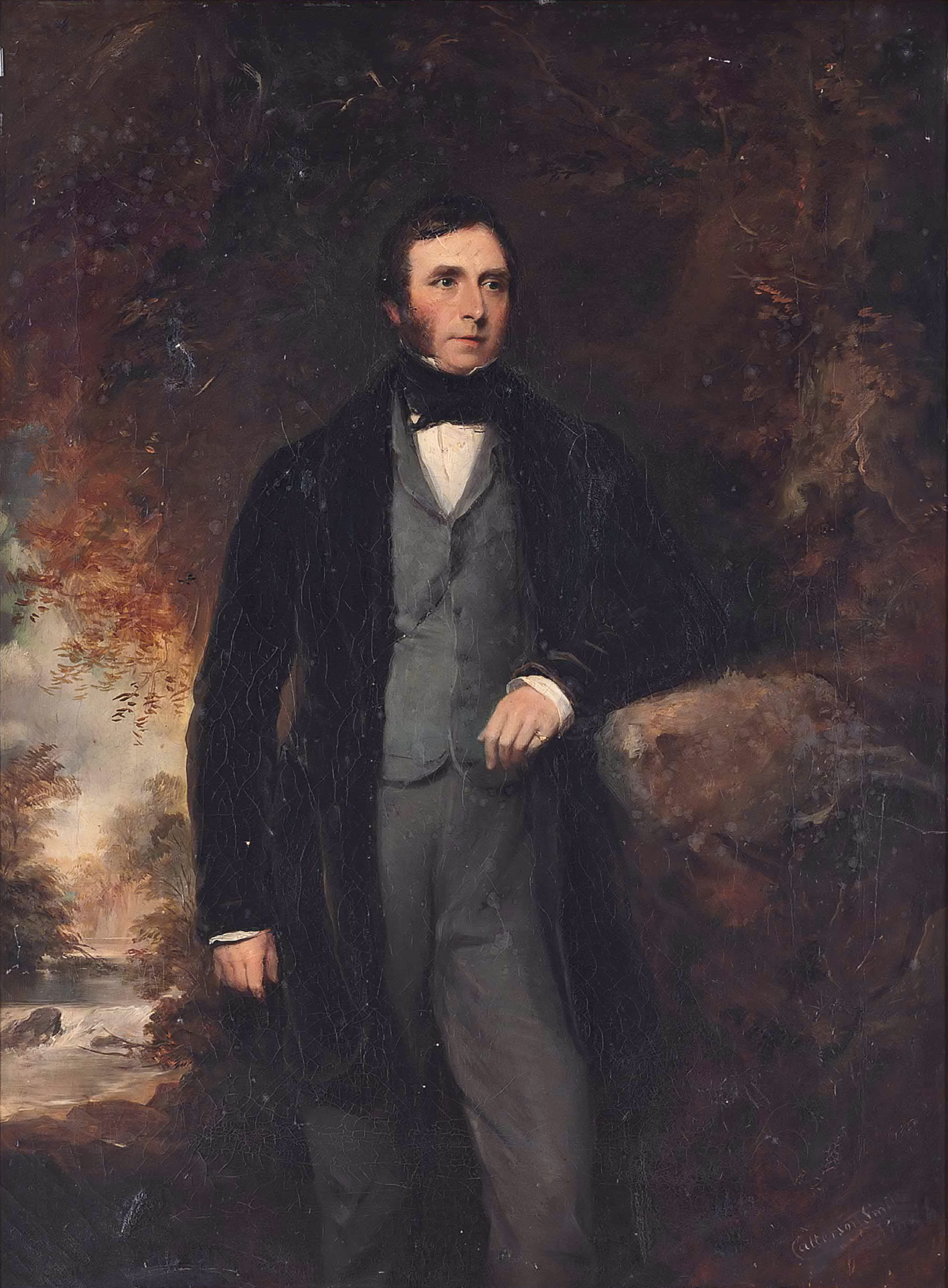
Генри Притти, 3-й барон Даналли (1807—1885) портрет Стивена Смита, 1851 год

- 1800—1801: Генри Притти, 1-й барон Даналли[англ.] (3 октября 1743 — 3 января 1801), сын Генри Притти (1708—1768)[1]
- 1801—1954: Генри Сэдлир Притти, 2-й барон Даналли[англ.] (3 марта 1775 — 19 октября 1854), старший сын предыдущего[2]
- 1854—1885: Генри Притти, 3-й барон Даналли (январь 1807 — 10 сентября 1885), старший сын достопочтенного Фрэнсиса Олдборо Притти (1779—1856), младшего сына 1-го барона Даналли, племянник предыдущего[3]
- 1885—1927: Генри О’Каллаган Притти, 4-й барон Даналли[англ.] (21 марта 1851 — 5 августа 1927), единственный сын предыдущего[4]
- 1927—1948: Генри Корнелиус O'Каллаган Притти, 5-й барон Даналли (19 июля 1877 — 3 мая 1948), старший сын предыдущего[5]
- 1948—1992: Генри Десмонд Грэм Притти, 6-й барон Даналли (14 октября 1912—1992), старший сын предыдущего[6]
- 1992 — настоящее время: Генри Фрэнсис Корнелиус Притти, 7-й барон Даналли (род. 30 мая 1948), старший сын предыдущего[7]
  - Наследник титула: достопочтенный Джоэл Генри Притти (род. 29 апреля 1981), единственный сын предыдущего[8].